# 侯景
侯景（503年—552年5月26日），字萬景，朔方人（或說是雁門人），父親侯標，祖父乙羽周，南北朝侯景之亂的主谋。

## 生平
侯景出生于503年。北魏后期叛乱多发，此起彼伏。而侯景是葛荣军的将领。
经过河阴之变，尔朱荣掌握了政权，他开始对各地的反抗力量进行征剿。此时侯景率领自己的部队投靠了尔朱荣，并获尔朱荣任命为先锋。公元528年8月，尔朱荣与葛荣在滏口展开大战，侯景俘虏葛荣，起事被平定。侯景因功升为定州刺史。

### 高家的將領
530年，高欢消灭了尔朱家族，侯景依靠原来与高欢同是怀朔镇的镇兵，加之又都参加过六镇之乱的旧谊，率众投降高欢。高欢重用侯景，封他为司徒，仍兼定州刺史，拥兵十万，统治河南地区。侯景是天生長短腳（右腳稍短），並不擅長武藝，但临阵勇猛，且謀略过人。侯景对待士兵非常严苛残酷，立下不少战功。高欢虽然看出侯景的为人，但他深知此时强敌宇文泰在侧，正是用人之际，所以他没有限制侯景的势力。公元536年10月，侯景率7萬人寇楚州，俘楚州刺史桓和，侯景乘勝進軍淮上，並寫了信勸梁都督緣淮諸軍事、都督南北司西豫豫四州諸軍事、南北司二州刺史、奮武將軍、北兗州刺史陳慶之投降。梁武帝派湘潭侯蕭退、右衛將軍夏侯夔等前去增援，軍至黎漿，陳慶之已擊破侯景。時值大寒雪，侯景棄輜重而逃，陳慶之則收其輜重而還。
侯景向来瞧不起高澄，曾经对司马子如说：“高王在，我不敢有异心，高王不在了，我不能和鲜卑小子高澄共事。”司马子如捂住侯景的嘴巴。高欢病重后，高澄以高欢的名义写信召侯景，侯景先前与高欢约定，书信背面有微小黑点才来。这次书信送到，背面没有黑点，侯景就没有去。侯景又听说高欢生病，于是聚集军队坚守。高欢临终前召见世子高澄，对高澄说：“我虽然患病，你脸上有更多的忧虑神色，为什么？”高澄没有回答，高欢说：“难道是担心侯景反叛吗？”高澄回答：“是的。”高欢说：“侯景在黄河以南地区独断专行十四年了，经常有骄横放肆的志向，不过我能够驯养，怎么能被你控制呢！略微能抵挡侯景的只有慕容绍宗，我故意不重视他，把他留下来交给你，应该给以特殊的礼遇，委任他谋划大事。”

### 改投於梁與割據叛變
起初侯景想获得宇文泰的支持，但宇文泰对他心怀戒备。他不得已在梁武帝太清元年（547年）率部投降梁。由于梁武帝希望借侯景的力量北伐成功，所以接受了他的投降，给他很高待遇（河南王、大将军、持节）。高澄派大将慕容绍宗进攻侯景，梁派贞阳侯萧渊明支援，侯景提醒他们追敌不要太深入，梁军不听，结果大败，萧渊明因此被俘。侯景撤退时被一小城守军嘲笑，气得破城杀人，又夺取梁治下的寿阳城，梁武帝任他为南豫州牧，默许他割据寿阳对自己称臣。
正在此时，东魏提出和解，侯景感到恐慌。梁武帝却没有意识到这一点，他继续与东魏进行谈判。侯景假冒高澄写了一封信，提出以萧渊明交换侯景，梁武帝接受。侯景大怒，他意识到唯一的一条路就是叛变。于是侯景起兵攻梁，立与他勾结的武帝侄临贺王蕭正德為梁帝，改元正平。梁太清三年（549年）攻破建康（南京），侯景废萧正德为大司马，萧正德懊悔，图谋反抗侯景，被杀。侯景以梁武帝名义下诏解散各地勤王军队，自任丞相，並限制梁武帝饮食，使梁武帝被餓死。
侯景又立太子蕭綱為皇帝，即梁簡文帝，並幽禁了他，防卫很严，只准许他和文人们讲谈论议。侯景自封為大都督，迫使美貌的溧陽公主嫁給他為妻；后又逼迫梁帝蕭綱封其为“宇宙大将军、都督六合諸軍事”，令梁帝咋舌。台城在久圍之下，糧食斷絕，疫疾大起，死者十之八九。起初侯景约束军队，后来缺粮了就对军队的暴行不加禁止，進入建康後，「悉驅城市文武，僳身而出」，「交兵殺之，死者三千人」，又「縱兵殺掠，交屍塞路」。侯景其後陸續派軍在三吳地區大肆燒殺搶掠。551年，廢蕭綱为晋安王囚禁于永福省，再立武帝曾孙豫章王蕭棟為帝，改元天正，并大杀萧纲诸子。虽然他一度有复立萧纲、改以萧栋为皇太孙的打算，但被劝止，后又以土袋压死萧纲。同年，再命萧栋给自己加殊礼、九锡，逼蕭棟禪讓，侯景登基為帝，國號漢，改元太始。于是追尊其祖乙羽周为大丞相，父侯标为元皇帝。亦宣稱漢朝的侯霸為其始祖，晉朝的侯瑾為其七世祖，其他的“祖宗”全是王偉編出來的。

### 敗亡
高澄的弟弟、北齐皇帝高洋见侯景称帝，知道再无可能重新召回侯景以为己用，后又梦见群猴很厌恶，就把侯景留在北方的儿子都杀了。
552年，侯景被陳霸先、王僧辯所擊敗，由此侯景企圖逃亡，被部下羊鵾所殺。之後王僧辯將他的雙手截下交給高洋，頭顱送至江陵，屍體在建康街頭暴露。當地百姓將屍體分食殆盡，连其妻溧阳公主也吃他的肉，屍骨燒成灰後有人將其骨灰摻酒喝下。梁元帝蕭繹下令將他的腦袋懸挂在江陵鬧市上示眾，然後又把頭顱煮了，塗上漆，交付武庫收藏，與取代西漢的王莽有著相同待遇。
他的叛乱给长江下游地区造成巨大破坏，使南朝士族遭到毁灭性打擊。六朝古都建康「千里煙絕，人跡罕見，白骨成聚，如丘隴焉」。 刘禹錫有〈烏衣巷〉詩：“舊時王謝堂前燕，飛入尋常百姓家”。據顏之推《觀我生賦》自註：“中原冠帶，隨晉渡江者百家，故江東有《百譜》；至是，在都者覆滅略盡。”

## 家庭

### 祖父
- 乙羽周（侯周），朔方人（或說是雁門人），551年，侯景登位漢帝後，追任侯周为大丞相。[7]

### 父
- 侯標，朔方人（或說是雁門人）。551年，侯景登位漢帝後，尊侯標為皇帝，諡號元皇帝。[7][9]

### 妻
- 某氏，547或548年被高澄所诛
- 萧氏，萧正德女
- 溧阳公主

### 妾
- 羊氏，梁将羊侃女

### 子
- 长子 侯和，547或548年被高澄所诛
- 四个儿子，北齐文宣帝年间伏诛
- 两子，生于梁，552年被侯景推入水中

## 軼事
- 侯景投奔梁武帝时，曾向梁武帝請求希望能和琅琊王氏、陳郡謝氏兩家世族結親，梁武帝認為王謝門第太高而無法答應，並表示可以在朱姓、張姓等其他世族中找對象。侯景愤恨的说：“什么门第？我叫他们做我的家奴。”结果后来侯景攻入建康，王、谢门第受到的凌辱最惨，两个显赫一时的门第世家深受打击。

- 侯景攻破建康後全副武裝去見梁武帝，梁武帝神色自若，問他：“卿在戎日久，無乃為勞。”接連好幾個問題，竟然讓侯景不知所措，無法回答，故由任約代答。事後他對部下說：“吾踞鞍臨敵，矢石交下，未曾怖畏，今見蕭公，使人畏懼不已！”

- 梁武帝蕭衍殺南齊主東昏侯，以取其位。東昏死之日（501年12月31日），侯景正好出生。后來侯景攻破建康，武帝被軟禁台城而死。時人謂侯景正是東昏侯之后身也。[10]

- 侯景身高不滿七尺，體態長上短下，跛腳。廣顙高顴，鬚眉稀疏，顏面赤色，低視屢顧，聲散，識者曰：此謂豺狼之聲，故能食人，亦當為人所食。

- 學者姚薇元認為侯景應為羯族後代。

## 延伸阅读
[在维基数据编辑]
 《梁書·卷56》，出自姚思廉《梁書》
 《南史/卷80》，出自李延壽《南史》
 在维基共享资源阅览影像
| 中国南方君主                 | 中国南方君主                    | 中国南方君主        |
| ---------------------------- | ------------------------------- | ------------------- |
| 新頭銜 侯汉建立              | 南朝·侯汉皇帝 551年11月 — 552年 | 末任 原因：侯汉灭亡 |
| 前任： 梁少帝（豫章王） 萧栋 | 中國南方皇帝 551年 — 552年      | 繼任： 梁元帝 萧绎  |